# Aero A-101
De Aero A-101 Vosa (ook wel; A.101; Vosa betekent in het Nederlands: wesp) is een Tsjechoslowaaks dubbeldekker lichte bommenwerper en verkenningsvliegtuig gebouwd door Aero in de jaren ’30 van de twintigste eeuw. De A-101 was een vergrote versie van de A-100. Verder kreeg de A-101 een sterkere motor. Desondanks bleek dat de A-101 slechter presteerde dan de A-100. Het toestel werd dan ook niet door de Tsjechoslowaakse luchtmacht aangekocht. Desondanks is de A-101 wel geëxporteerd naar Spanje, waar de Republikeinen een 50 stuks hadden gekocht voor gebruik in de Spaanse Burgeroorlog. Sommigen werden echter onderschept door de Nationalisten en tegen de kopers gebruikt.

## Gebruikers
- Republikeinen